# Малюгін Владислав
Владислав Малюгін (*12 серпня 1963, Балхаш, Казахстан) - український рок-музикант, гітарист, композитор, аранжувальник. Учасник гурту «Кому Вниз». 

## Біографія
З родини військових, які колонізували Казахстан. Можливо, нащадок українських переселенців Сірого Клину («Малюга»). Мав стати військовим, але еміграція до України порушила ці плани.
Закінчив КІБІ, за фахом – конструктор. 
Один із учасників культового готик-гурту «Кому Вниз», де виявляє себе як композитор і аранжувальник. Професійний гітарист. 

### Приватне життя
Поціновувач боді-арту й пива. 
Не одружений.  Має старшу сестру.